# Onthophagus granum
Onthophagus granum là một loài bọ cánh cứng trong họ Bọ hung (Scarabaeidae).